# Dennis Scheider
Pour les articles homonymes, voir Scheider.
Dennis Scheider, né le 22 décembre 1977 à Emsbüren (Basse-Saxe) et mort le 29 mars 2025, est un guitariste, auteur-compositeur et producteur de musique allemand.

## Biographie
Dennis Scheider naît le 22 décembre 1977 à Emsbüren.
Il rejoint le groupe Muff Potter en 1997, remplaçant Bernd Ahlert. Jusqu'à Gute Aussicht en 2009, il participe à chaque album. Après la dissolution du groupe en 2009, il participe également brièvement à la réunion de 2020.
En 2016, il fonde également le groupe Hotel Scheider. Avec Die Tiere, l'EP Wir wollen nichts sort en mai 2024, mais Dennis Scheider travaille surtout comme producteur de musique et de vidéos.

### Mort
Le 30 mars 2025, Muff Potter annonce sur Instagram le décès de son ancien guitariste Dennis Scheider. « Chers amis, Nous avons malheureusement une très triste nouvelle à vous annoncer aujourd'hui », commence le post du groupe. « Notre ami Dennis Scheider est décédé hier après une courte et grave maladie. À 47 ans, c'est beaucoup trop tôt ! Nous sommes sous le choc et abasourdis ».